# Louis Nerz
Louis Nerz, auch Ludwig Nerz, (* 16. Februar 1866 in Niemes, Böhmen; † 20. Jänner 1938 in Wien) war ein österreichischer Schauspieler, Regisseur, Dramaturg und Drehbuchautor.

## Leben
Der böhmische Bauerssohn hatte seine ersten beruflichen Erfahrungen bei der k.u.k.-Staatsbahn gesammelt, ehe er mit 19 Jahren zur Schauspielerei wechselte. Ohne eine künstlerische Ausbildung genossen zu haben, startete Louis Nerz 1885 seine Laufbahn am Budweiser Stadttheater. Nach weiteren Bühnenstationen in der böhmisch-mährischen Provinz (Pilsen, Marienbad, Reichenberg, Olmütz, Troppau) wurde er im Herbst 1893 an das soeben gegründete Raimund-Theater nach Wien geholt. Im Jahr darauf wechselte Nerz ans Prager Landestheater, 1896 nach Brünn und weitere zwei Jahre später nach Hamburg. 1899 kehrte Nerz nach Wien zurück, um ein Engagement am Theater in der Josefstadt anzutreten, dem er viele Jahre, zuletzt auch als Regisseur, angehören sollte. Sein Rollenfach war zunächst das des jugendlichen Liebhabers, mit den Jahren wuchs Louis Nerz aber rasch in das Charakterfach hinein.
Obwohl bereits vor Ausbruch des Ersten Weltkriegs filmisch aktiv, konzentrierte sich Nerz erst mit Gründung der österreichischen Republik auf die Arbeit vor der Kamera. Nach anfänglichen Hauptrollen musste er sich jedoch bald mit kleineren Rollen begnügen. In den 20er Jahren war Nerz beim Film vor allem als Drehbuchautor aktiv und arbeitete in dieser Funktion primär für die ‘Pan-Film’, an Literaturverfilmungen (Melodramen) ebenso wie an tülligen Stoffen mit Publikumslieblingen wie Grit Haid und Magda Sonja. Besondere Aufmerksamkeit erlangte sein Manuskript zu Österreichs wichtigstem Beitrag zum expressionistischen Kino, der Schauergeschichte Orlac’s Hände. Regie führte dort der Deutsche Robert Wiene, für dessen Wiener Inszenierungen Nerz am Ende seiner filmischen Laufbahn mehrfach die Drehbücher verfasste.
Für die Pan-Film war Nerz, der auch im Vorstand des österreichischen Filmbundes saß, überdies als künstlerischer Leiter und Dramaturg tätig. Der Jude Freund/Nerz starb zwei Monate vor der Annexion seines Heimatlandes durch das nationalsozialistische Deutschland.

## Filmografie

### Schauspieler
- 1914: Der Storch ist tot
- 1918: Das Haus zum schwarzen Raben
- 1919: Der Fall Schermann
- 1920: Glanz und Elend der Kurtisanen
- 1920: Königin Draga
- 1920: Auf dem Gipfel der Macht
- 1921: Der Roman zweier Herzen
- 1921: Gevatter Tod
- 1921: Roman eines Kammerdieners
- 1921: Die Spur im Dunkeln
- 1921: Die Venus
- 1922: Die Marquise von Clermont
- 1922: Rondinella
- 1922: Die Hölle von Barballo
- 1923: Die Stimme des Gewissens

### Drehbuchautor
- 1920: Auf dem Gipfel der Macht
- 1921: Das grinsende Gesicht
- 1921: Der Roman zweier Herzen
- 1921: Das Weib des Irren
- 1921: Die Venus
- 1922: Das Gespenst auf Mortons Schloß
- 1922: Meriota, die Tänzerin
- 1922: Die Marquise von Clermont
- 1922: Rondinella
- 1922: Die Hölle von Barballo
- 1924: Pension Groonen
- 1924: Orlac’s Hände
- 1925: Der Rosenkavalier
- 1926: Der Leibgardist (Der Gardeoffizier)
- 1929: Revolution der Jugend
- 1929: Der Dieb im Schlafcoupé
- 1929: Eros in Ketten